# Un anno felice
Un anno felice (Rascal: A Memoir of a Better Era) è un romanzo autobiografico del 1963 di Sterling North.
Pubblicato da Dutton Children's Books e illustrato da John Schoenherr, il libro racconta un anno dell'infanzia dell'autore, durante il quale allevò un cucciolo di procione di nome Rascal (traducibile come "mascalzone" o "briccone").

## Trama
Il romanzo racconta il rapporto affettuoso ma distaccato del giovane Sterling con suo padre, il sognatore David Willard North, e il dolore profondo rappresentato dalla morte della madre, Elizabeth Nelson North. Il libro tocca anche le preoccupazioni del giovane Sterling per il fratello maggiore Herschel, impegnato a combattere in Europa durante la prima guerra mondiale. Il ragazzo riesce a ritrovare un legame con la società grazie al suo procione domestico. Il racconto inizia con la cattura del cucciolo di procione e segue la sua crescita fino al compimento di un anno.
La storia è anche una cronaca personale di un’epoca di cambiamento: tra la foresta ancora quasi intatta e l’agricoltura; tra il periodo dei pionieri e l’ascesa dei centri abitati; e tra il trasporto trainato da cavalli e le automobili, tra molte altre transizioni. L’autore narra, attraverso gli occhi del sé stesso bambino, le sue osservazioni durante le esplorazioni nei dintorni della sua città natale, in contrasto con i ricordi del padre dei tempi “in cui il Wisconsin era ancora per metà una terra selvaggia, quando a volte le pantere si affacciavano alle finestre, e i succiacapre cantavano per tutta la notte”, offrendo così uno scorcio sul passato, come suggerisce il sottotitolo originale.
Il libro contiene momenti umoristici. La sorella di Sterling, Theo, non riesce a comprendere perché egli stia costruendo una canoa nel soggiorno e si spaventa quasi a morte quando Rascal, che era sdraiato e mimetizzato sul un tappeto di giaguaro, si alza in piedi. Più avanti, Rascal partecipa con Sterling a una gara di mangiata di torte. I due vincono, ma vengono parzialmente squalificati, anche se ciò fa conquistare il primo premio all'amico di Sterling, Oscar Sunderland. A Rascal piace anche farsi trasportare nel cestino della bicicletta di Sterling e lo aiuta a vendere riviste.
Il romanzo contiene anche momenti seri. Sterling spera con ansia di ricevere notizie dal fratello in guerra. Rascal viene rinchiuso dopo aver morso Slammy Stillman, che lo aveva colpito con un elastico. Successivamente, Sterling contrae una forma lieve di influenza spagnola durante l’epidemia. Sua zia Lillie, che si prende cura di lui durante la malattia, gli rivela che sua madre avrebbe voluto che diventasse scrittore, obiettivo in seguito raggiunto da Sterling.
Col tempo, i problemi causati dalle incursioni di Rascal nei campi e nei pollai diventano insostenibili; l’irritazione dei vicini nei confronti dell’animale non può più essere ignorata, e Rascal corre costantemente il rischio di essere ucciso. Inoltre, Rascal è ormai diventato adulto e comincia ad attirare l’attenzione di altri procioni: maschi gelosi e femmine interessate. Sterling percorre per ore il lago Koshkonong con la canoa che ha appena finito di costruire per liberare Rascal nei boschi, dall’altro lato del lago. Uno dei suoi più grandi rimpianti è che suo fratello Herschel non fosse tornato in tempo per vedere il suo amato animale.

## Adattamenti
Nel 1969 venne tratto dal romanzo il film Rascal, l'orsetto lavatore, della Walt Disney Productions, diretto da Norman Tokar e interpretato da Elsa Lanchester, Steve Forrest e Bill Mumy.
Nel 1977 fu trasposto nella serie anime in 52 episodi Rascal, il mio amico orsetto, prodotta dalla Nippon Animation all'interno del World Masterpiece Theater. Il successo della serie fu una delle cause dell'introduzione del procione in Giappone.

## Lo Sterling North Museum e i luoghi del libro
L'ambientazione del libro, la casa d'infanzia di North a Edgerton, Wisconsin (conosciuta come Brailsford Junction nel libro), è utilizzata come museo. La figlia dell'autore, Arielle North Olson, anch'essa stimata autrice di libri per bambini, è direttrice onoraria del museo.
Tra gli oggetti legati a Rascal presenti nel museo vi sono: il seggiolone dove Rascal cercò di mangiare la zolletta di zucchero; il fienile con il buco d'ingresso di Rascal, ora riparato; la quercia dove Rascal dormiva; l'incisione di Sterling "Damn Kaiser Bill" ("Dannato Kaiser Bill") sul fienile (riferito a Guglielmo II, poiché suo fratello stava servendo nella prima guerra mondiale); le iniziali di Sterling dipinte all'interno del garage con la stessa vernice verde usata per la sua canoa; e una ricostruzione della rete di filo di ferro che proteggeva il loro albero di Natale.
Altri luoghi nelle vicinanze menzionati nel libro sono il Lago Koshkonong, Rock River e la diga di Indianford.

## Retrospettiva di Okazaki
Nel 2008, il Museo d'Arte Mondiale per Bambini di Okazaki, in Giappone, ha organizzato una mostra su Rascal. Cinquantamila persone hanno visitato l'esposizione, programmata per coincidere con il centesimo compleanno di Sterling e il trentesimo anniversario dell'anime basato sul libro. La pagaia della canoa è stata inviata appositamente in Giappone per essere il pezzo centrale della mostra. Sono inoltre stati esposti molti altri oggetti prestati da privati dell’area di Edgerton.

## Edizioni
- Sterling North, Il briccone, collana I delfini d'acciaio, illustrazioni di John Schoenherr, Milano, Bompiani, 1966, SBN MOD0011178.
- Sterling North, Un anno felice, collana Anni verdi, traduzione di Ezio Martini, schede di approfondimento del testo a cura di Paola Crescini, Bergamo, Janus, 1984, SBN RAV0108956.